# Anund Gårdske
Anund Gårdske was van ca. 1070 tot 1075 koning van Zweden. Volgens Adam van Bremens Gesta Hammaburgensis Ecclesiae Pontificum zou Anund een Kiev-Rus zijn (een Rus uit het toenmalige koninkrijk Kiev), waarschijnlijk uit Aldeigjuborg (Staraja Ladoga). Gårdske betekent dat hij uit Gardariki (Garda-rijk), de Scandinavische benaming voor Kiev-russen, kwam. Als christen weigerde hij om aan de Noordse goden te offeren bij de Tempel van Uppsala en werd dan ook afgezet als koning door het volk van de Zweden.
Een hypothese suggereert dat Anund en Inge (I) de Oudere dezelfde persoon zouden zijn omdat diverse bronnen ook Inge noemen als een diepgelovig christen en in de Hervarar saga wordt beschreven dat Inge weigerde aan de Noordse goden te offeren en vervolgens verbannen werd naar Västergötland.